# Aphanolejeunea paucifolia
Aphanolejeunea paucifolia là một loài Rêu trong họ Lejeuneaceae. Loài này được (Spruce) Reiner, Maria Elena mô tả khoa học đầu tiên năm 1995.